# Кингисеппское шоссе (Красное Село)
Кингисеппское шоссе — улица в Красносельском районе Санкт-Петербурга (г. Красное Село). Проходит от пересечения Гатчинского шоссе и проспекта Ленина, образующего площадь Воинской Славы. Нумерация домов идёт до примыкания Октябрьской улицы.

## Название
Название улицы связано с её направлением. Здесь начало пути из Красного Села в город Кингисепп (бывший Ямбург).

## Опасные объекты
Вдоль Кингисеппского шоссе расположено много промышленных, химических предприятий разного класса опасности. Например:
- ООО «Рокс-Нева» (Кингисеппское шоссе, д. 53). Высокотоксичное производство из хлорорганических соединений 1 класса опасности.
- Научно-производственная компания «Микротех» (Кингисеппское шоссе, д. 53).

## Достопримечательности
- Арка Победы на площади Воинской Славы (открыта 9 мая 2015 года[3]).
- У развилки с Гатчинским шоссе расположен сквер с памятником А. Ф. Можайскому.

## Транспорт
Автобусы:
- 144 (Станция Красное Село — Станция Красное Село)
- 145 (Автостанция Кировский завод — Октябрьская улица)
- 145Э (Автостанция Кировский завод — Октябрьская улица)
- 147 (Автостанция улица Костюшко — Октябрьская улица)
- 149 (Станция Красное Село — Станция Красное Село)
- 165 (Автостанция проспект Маршала Жукова — Октябрьская улица)
- 446 (Станция Красное Село — пос. Хвойный)
- 481 (Автостанция Кировский завод — Ропша, д. 30)
- 482 (Автостанция Кировский завод — Шёлково)
- 482В (Автостанция Кировский завод — Каськово)
- 484 (Автостанция Кировский завод — Андреевка)
- 487 (Автостанция Кировский завод — Зимитицы)
- 547 (Станция Красное Село — пос. Терволово)
- 632 (Станция метро проспект Ветеранов — пос. Терволово)
- 632А (Станция метро проспект Ветеранов — Каськово)

Маршрутные такси:
- 650В (Станция метро проспект Ветеранов — Лаголово)
- 655 (Станция метро Автово — Станция Волосово)